# Donat Verlag
Der Donat Verlag & Antiquariat ist ein in Bremen ansässiger Buchverlag. Der 1987 gegründete Verlag ging neben der Edition Temmen aus dem von 1984 bis 1987 bestehenden Verlag Donat & Temmen hervor.

## Geschichte
Der Autor Helmut Donat (* 1947) gründete 1984 gemeinsam mit Horst Temmen, damals wissenschaftlicher Mitarbeiter der Forschungsstelle Osteuropa der Universität Bremen, den Verlag Donat & Temmen, der seinen Sitz in Bremen hatte. Verlagsschwerpunkte waren Deutscher Pazifismus, Zeitgeschichte sowie die Dissidentenszene und deren Entwicklung in Osteuropa. Im Jahr 1987 verließ Temmen die Universität, die beiden Verlagspartner trennten sich und lösten ihren gemeinsamen Verlag auf. In der Folge gründeten Donat und Temmen jeweils ein eigenes Verlagshaus.
Donat setzte in dem von ihm alleine geführten Donat Verlag die seit Beginn seiner verlegerischen Tätigkeit initiierte Auseinandersetzung mit dem Völkermord an den Armeniern (1915–1917) fort. Einen weiteren Schwerpunkt des Verlags bilden Publikationen zu den Ursachen und Folgen des Nationalsozialismus. Bis Frühjahr 2007 verlegte der Donat Verlag mehr als 300 Titel, darunter Bücher, Abhandlungen und Schriftenreihen zu zeitgeschichtlichen, friedenspolitischen, historischen, pädagogischen, religiösen und psychologischen Themen, außerdem Biografien, Erinnerungen, Bremensien, Kataloge zu Kunstausstellungen, Gedichtbände, Kinderbücher, Künstlermonografien, Romane und Kurzgeschichten.
Der Donat Verlag gab unter anderem Werke oder Texte von folgenden Autoren heraus: Iso Baumer, Lucille Eichengreen, Gerd Fesser, Karl Fruchtmann, Ewald Hanstein, Shuntaro Hida, Karl-Heinz Janßen, Horst Kalthoff, Ekkehart Krippendorff, Otmar Leist, Heinz Lemmermann, Johannes Schenk, Christoph U. Schminck-Gustavus, Sigmar Schollak, Renate Schoof, Sonja Sonnenfeld, Arn Strohmeyer und Wolfram Wette. Außerdem gab der Verlag Neuausgaben oder Nachdrucke von Arbeiten aus dem späten 19. und dem frühen 20. Jahrhundert heraus, wie zum Beispiel von den Autoren Alfred Hermann Fried (1864–1921), Hellmut von Gerlach (1866–1935), Auguste Kirchhoff (1867–1940), Theodor Lessing (1872–1933), Hans Paasche (1881–1920) und Ludwig Quidde (1858–1941).
Dem Verlag ist ein Antiquariat angeschlossen, das vor allem Sachbücher zu zahlreichen geisteswissenschaftlichen Themen sowie Belletristik und Biografien umfasst. Die antiquarischen Bücher werden neben dem regulären Verlagsprogramm über die Verlagswebsite im Internet angeboten; der Verkauf erfolgt als Versandhandel.
Der Verlag ist Mitglied im Börsenverein des Deutschen Buchhandels.